# Womelsdorf (Pennsylvania)
|  | Dieser Artikel wurde aufgrund von inhaltlichen Mängeln auf der Qualitätssicherungsseite des Projektes USA eingetragen. Hilf mit, die Qualität dieses Artikels auf ein akzeptables Niveau zu bringen, und beteilige dich an der Diskussion! Eine nähere Beschreibung der zu behebenden Mängel fehlt. |

Womelsdorf ist eine Stadt im westlichen Teil des Berks County im US-Bundesstaat Pennsylvania. Das U.S. Census Bureau hat bei der Volkszählung 2020 eine Einwohnerzahl von 2.892 ermittelt.

## Geschichte
Bereits vor der offiziellen Gründung Womelsdorf lebten in der Gegend europäische Einwanderer. In den 1720ern ließen sich deutsche Einwanderer, die zuvor in Schoharie in New York gewohnt hatten, im zukünftigen Womelsdorf nieder. Der Grundstein zur Stadtgründung wurde von John Womelsdorf im Jahre 1762 gelegt. Die Stadt hieß ursprünglich Middle Town. 1774 erfolgte die Umbenennung. John Womelsdorf war der älteste Sohn von Daniel Womelsdorf. Er stammte aus Diedenshausen im Wittgensteiner Land. Er erreichte Philadelphia 1724. Am 13. November 1793 besuchte George Washington die Stadt. Er informierte sich über den Fortschritt im Kanalbau. 1833 wohnten 750 Personen in Womelsdorf.

## Einwohner
Gemäß der Volkszählung 2010 waren 96,4 % der Einwohner Weiße, 1,42 % Asiaten, 0,65 % Schwarze und der Rest andere sowie Mischlinge.

## Politik
Die Bürgermeisterin ist Jennifer E. Gettle.

## Sehenswürdigkeiten
In Womelsdorf befindet sich die im Jahre 1785 errichtete Stouch Tavern. Das Gasthaus wurde bekannt nachdem George Washington 1793 als erster Präsident der neu gegründeten USA durch Pennsylvania reiste und auf seinem Wege von Reading nach Lancaster in der Womelsdorfer Stouch Tavern übernachtete.